# Nachodka (kraj Primorje)
Nachodka (Russisch: Находка, Nachodka; letterlijk: "vondst") is een havenstad in de kraj Primorje, Rusland. De stad heeft 149.826 inwoners (2002).
De stad ligt aan de Nachodkabocht die in 1859 werd ontdekt door het Russische korvet Amerika, toen dat tijdens een storm beschutting zocht in de baai. De naam van de stad betekent letterlijk "een toevallige vondst".

Voor 1950 was Nachodka een klein vissersdorpje maar dat veranderde toen de Sovjetautoriteiten besloten om Vladivostok te sluiten voor buitenlandse schepen, omdat ze er de Sovjet Pacifische Vloot wilden stationeren.
In de periode 1950-1991 was Nachodka de belangrijkste diepwaterhaven van het Russische Verre Oosten. Vele gebouwen in de stad dateren uit de jaren vijftig, toen Japanse krijgsgevangenen ingezet werden om huizen te bouwen voor de immigrerende havenarbeiders. De jaren zeventig en tachtig waren hoogtepunten toen Nachodka dienstdeed als oostelijke terminus voor de passagiers op de Trans-Siberische spoorweg.

De economie van de stad, die vooral gebaseerd was op de haven en de havengebonden activiteiten, kent sinds 1991 een achteruitgang door de heropening van Vladivostok.
De lokale industrie deelde in de klappen tijdens de Russische financiële crisis van 1998. Toch ziet de toekomst er opnieuw beter uit. Nachodka kreeg de status van Vrije Economische Zone, en de overheden in Moskou en Vladivostok lijken te overwegen om de stad open te stellen voor buitenlandse investeringen.

## Geboren
- Sergej Bondarenko (1955), voetballer en trainer
- Viktor Fajzoelin (1986), voetballer

## Galerij

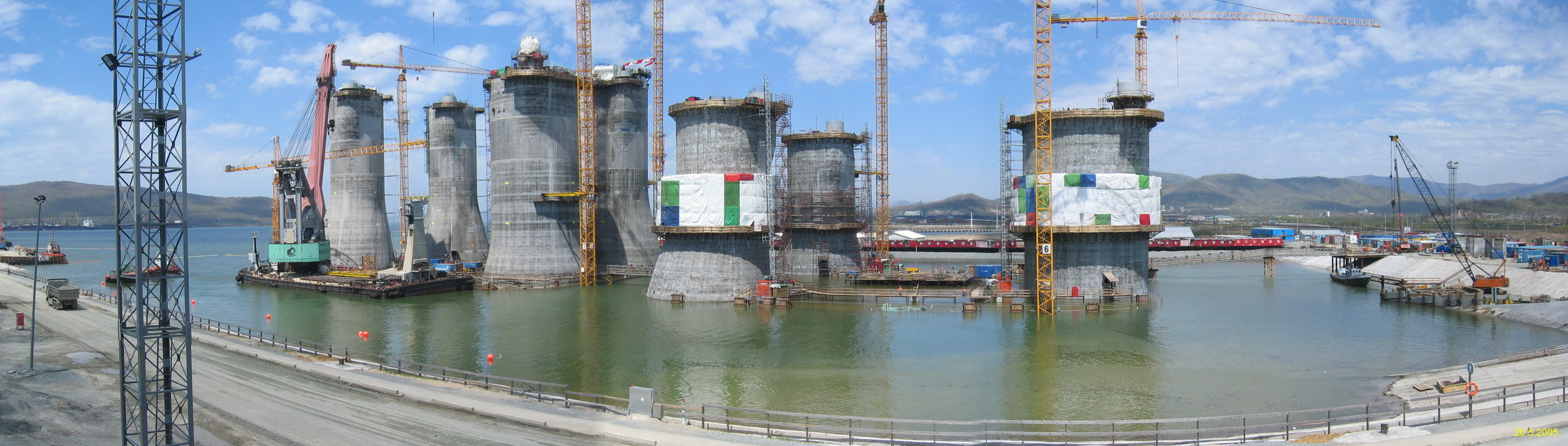
De bouw van platforms

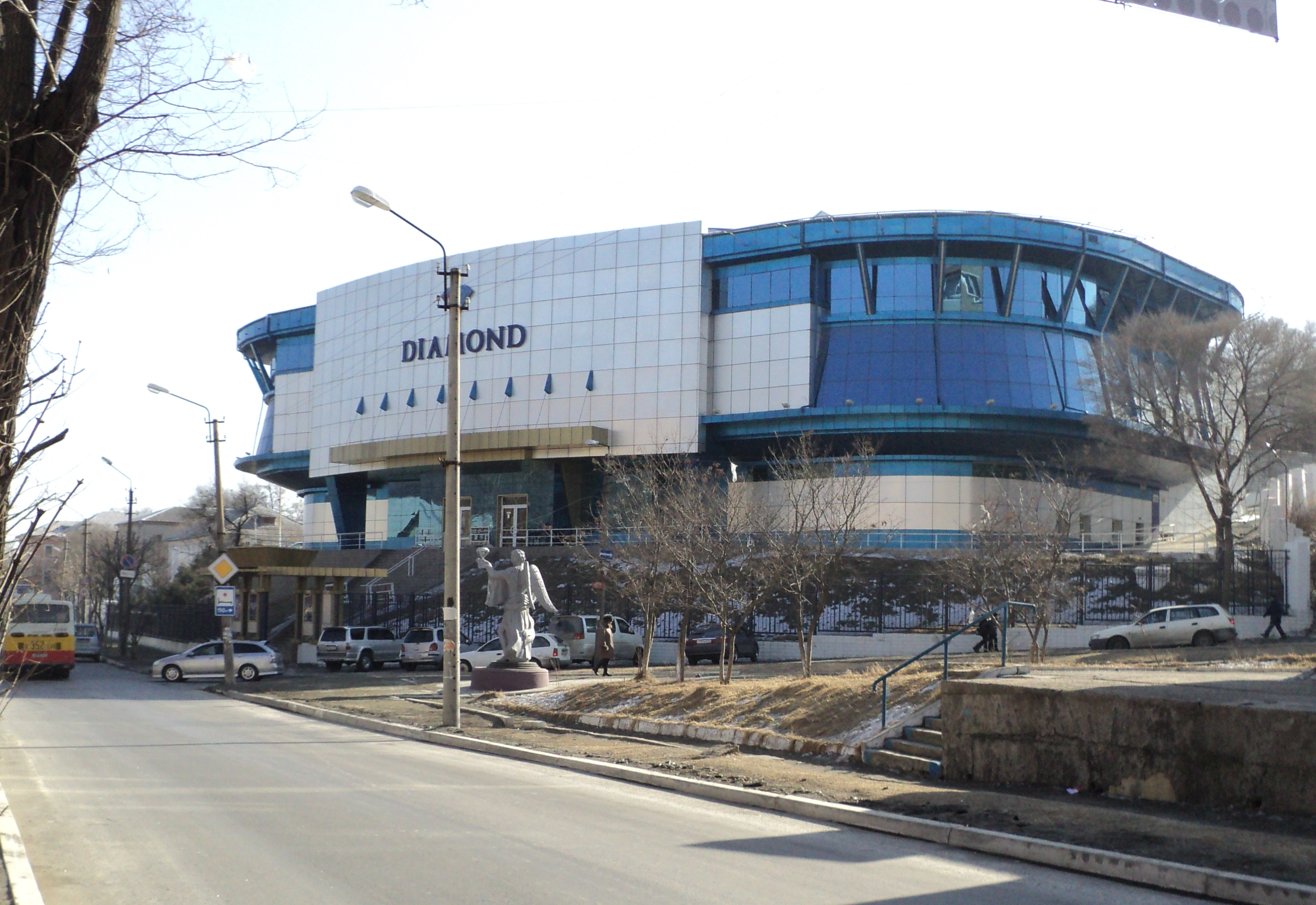
Concertzaal
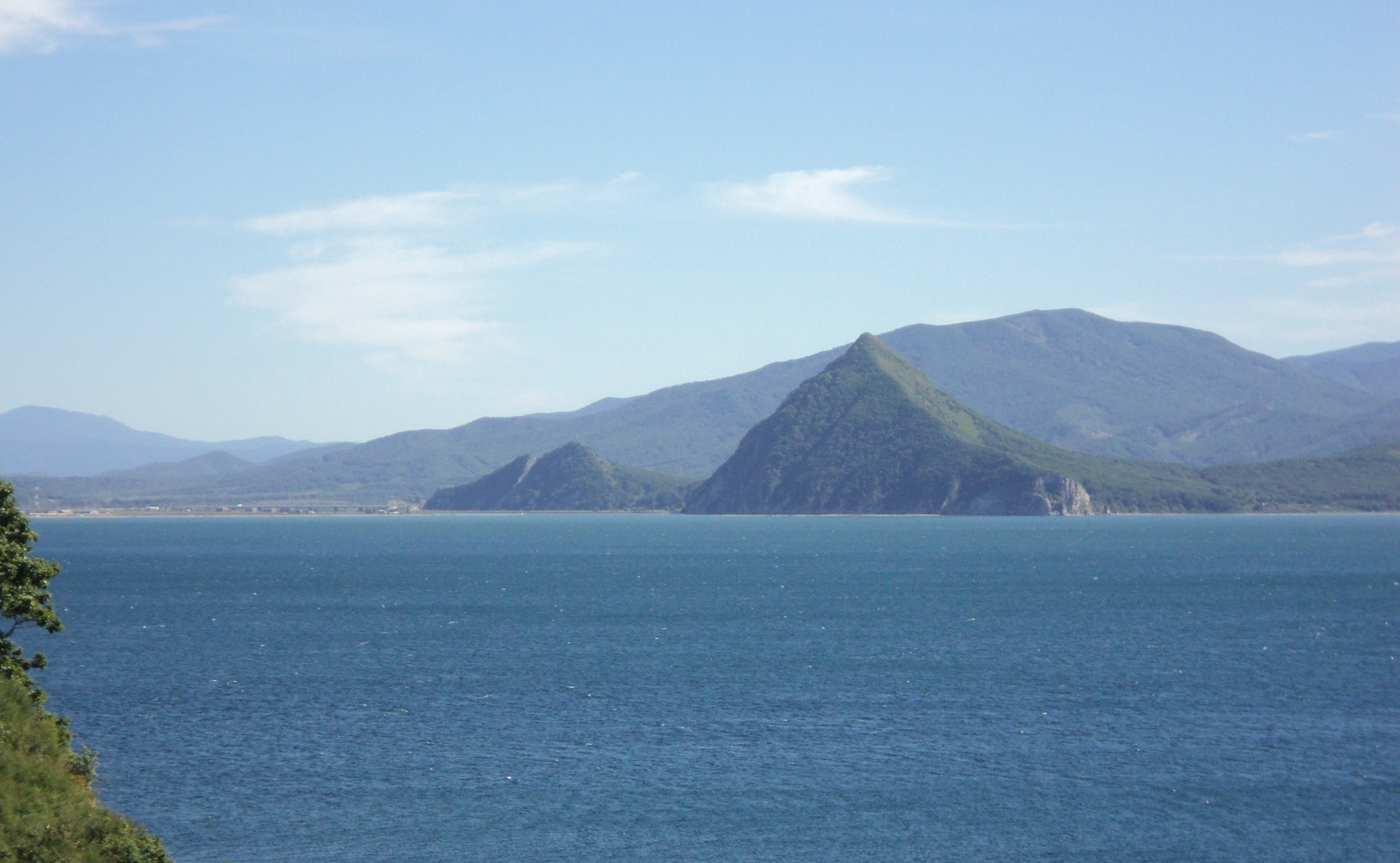
Sestra - Symbool van Nachodka
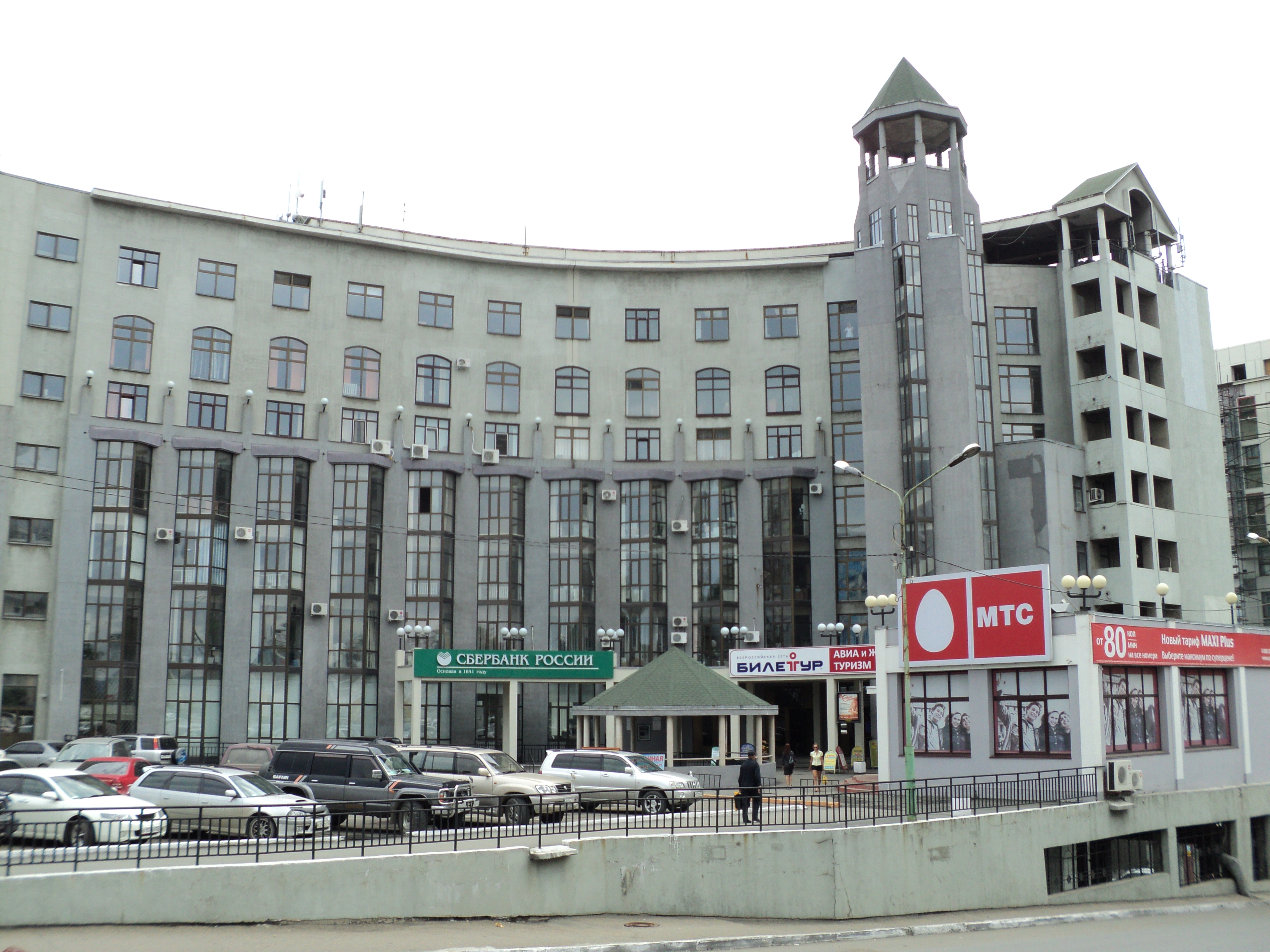
Zakencentrum

Bestuurlijk centrum: Vladivostok

Arsenjev · Artjom · Bolsjoj Kamen · Dalnegorsk · Dalneretsjensk · Fokino · Lesozavodsk · Nachodka · Partizansk · Spassk-Dalni · Oessoeriejsk